# Acanthuriformes
De Acanthuriformes zijn een orde van straalvinnige beenvissen, onderdeel van de Percomorpha-clade. Sommige autoriteiten plaatsen de vissen in de onderorden Acanthuroidea en Percoidea van de orde Perciformes.

## Classificatie
De Acanthuriformes zoals gedefinieerd in de 5e editie van Fishes of the World zijn als volgt ingedeeld:
- Orde Acanthuriformes
  - Onderorde Sciaenoidei Gill, 1872
    - Familie Emmelichthyidae Poey, 1867
    - Familie Sciaenidae Cuvier, 1829

  - Onderorder Acanthuroidei
    - Familie Luvaridae Gill, 1885
    - Familie Zanclidae Bleeker, 1876
    - †Familie Massalongiidae Tyler & Bannikov, 2005
    - Familie Acanthuridae Bonaparte, 1835
      - Onderfamilie Nasinae Fowler & Bean, 1929
      - Onderfamilie Acanthurinae Bonaparte, 1835
        - Tribe Prionurini J.L.B. Smith, 1966
        - Tribe Zebrasomini Winterbottom, 1993
        - Tribe Acanthurini Bonaparte, 1835